# 스포츠 일러스트레이티드

스포츠 일러스트레이티드(영어: Sports Illustrated, SI)는 워너미디어 소속의 미국의 스포츠 주간지로, 1954년 8월 16일 헨리 루스에 의해 창간되었다.
1964년부터 수록된 수영복 특집호(Swimsuit issue)는 많은 남성의 지지를 얻어 현재 230만 부가 발행되고 있으며, 300만 명 이상의 정기구독자를 가지고 있다.